# Орлов, Сергей Николаевич (археолог)
Серге́й Никола́евич Орло́в (24 сентября 1906, Исаково, Новгородская губерния — 27 июня 1992, Новгород, Российская Федерация) — советский археолог, историк, доктор исторических наук (1967), профессор НГПИ.

## Биография
Родился в крестьянской семье. По окончании церковно-приходской школы работал на лесозаготовках.
В 1929 году был избран председателем колхоза «Красное знамя». В 1932 году был направлен для учёбы на рабфак при Петроградском товароведном институте. После окончания рабфака поступил учиться на исторический факультет ЛГУ. В это время он стал постоянным участником археологических раскопок под руководством профессора В. И. Равдоникаса на Оленьем острове и в Старой Ладоге. Ежегодно самостоятельно проводил обследования низовьев реки Волхов. Студенческая работа Сергея Николаевича «Древнейшие погребальные памятники Старой Ладоги» получила 3-ю премию на конкурсе среди лучших студенческих работ в 1941 году. ЛГУ окончил в том же году и был оставлен работать ассистентом на кафедре археологии.
К 1941 году относится и его первая научная работа, опубликованная в «Учёных записках» университета.
В 1941 году добровольцем ушёл на фронт, где попал в окружение и плен. Работал на литейном заводе близ Ганновера, после победы репатриирован в Кемерово.
В 1946 году возвратился в Ленинград, где получил направление на работу заведующим учебно-методической базой исторического факультета ЛГУ в Старой Ладоге, затем был хранителем фондов музея-заповедника Старой Ладоги. Вёл в это время научно-исследовательскую работу, проводил раскопки и изучение различных археологических памятников.
В 1954 году защитил кандидатскую диссертацию «Деревянные изделия Старой Ладоги VII—X вв.».
В 1954—1956 годах работал начальником сектора охраны памятников областного отдела по делам архитектуры при Новгородском облисполкоме.
В 1958 году совместно с М. М. Аксёновым в Поозерье и верховьях Волхова впервые обнаружили селище Прость близ славянского святилища в Перыни, зафиксировано наличие культурного слоя на городище «Георгий» на р. Веряже, осмотрен Холопий городок недалеко от слияния Волховца с Волховом, и по обрыву его площадки проведена зачистка культурного слоя. Результаты исследований изложены в соавторстве с М. М. Аксёновым в статье «Древнеславянские поселения в Новгородской области».
В НГПИ работал с 1956 г. (и до своей смерти в 1992 г.) преподавателем кафедры истории. В 1967 г. защитил докторскую диссертацию «Топография Великого Новгорода». Доктор исторических наук (1967), профессор (1969). В 1966 году избирался депутатом Новгородского городского Совета депутатов трудящихся.
Скончался 27 июня 1992 года. Похоронен на Западном кладбище Великого Новгорода.

## Награды
Награждён медалями «За победу над Германией в Великой Отечественной войне 1941—1945 гг.», «Двадцать лет победы в Великой Отечественной войне 1941—1945 гг.», «За доблестный труд. В ознаменование 100-летия со дня рождения Владимира Ильича Ленина», многими почётными грамотами.

## Научная и педагогическая деятельность
Сфера его научных интересов — история древних славян, археология и история Новгорода и Старой Ладоги.
В 1950—1980-е годы организовал и возглавил десятки археологических экспедиций на территории Новгородской области, к которым активно привлекал студентов. Наиболее важные памятники изученные и введённые в научный оборот — в Новгороде и Новгородской области: Аркажи, Антоново, Рюриково городище, древнее селище на р. Прость, городище «Холопий городок». В Батецком районе исследовал памятники у деревень Белая и Бор, в Боровичском районе — у деревни Ёгла, в Демянском городище — «Княжая гора», а также памятники в Парфинском и Солецком районах. В ходе работ Сергей Николаевич выявил множество неизвестных ранее памятников эпохи неолита, бронзы и раннего железа.
С 1954 по 1985 годы вёл систематические археологические наблюдения за строительно-земляными работами в Новгороде. За это время им были зафиксировано большое количество древних улиц и фундаментов построек XII—XVII веков, спасены сотни артефактов, в том числе 10 берестяных грамот. Полученный в ходе наблюдений материал стал основой для докторской диссертации «Топография Великого Новгорода». Автор отчётов об археологических наблюдениях и раскопках в Новгороде за 1956, 1961—63, 1974 годы.
Около 30 лет С. Н. Орлов посвятил педагогической деятельности. В НГПИ он читал лекции по курсам «Археология СССР» (раздел «Первобытное общество», «Историческое краеведение», и спецкурс «Из истории древнего Новгорода», руководил практикой студентов.
В 1957 году основал учебный историко-археологический музей в НГПИ, экспонаты которого являются результатом проведённых им археологических раскопок. Руководил секцией «Историческое краеведение» при Новгородском областном отделении Педагогического общества РСФСР.

## Научные труды и статьи
Автор более 90 научных, научно-популярных, учебно-методических опубликованных и неопубликованных работ.
- Могильник в Старой Ладоге // Учен. зап. ЛГУ. Сер. Исторические науки. — Л., 1941. — Вып. 10;
- Остатки сельскохозяйственного инвентаря VII—X вв. из Старой Ладоги // Советская археология, № XXI. — М., 1954.
- Сопки волховского типа около Старой Ладоги // Советская археология, № XXII. — М., 1955.
- Вновь открытый раннеславянский грунтовый могильник в Старой Ладоге // Краткие сообщения Института истории материальной культуры. Вып. 65. — М.-Л., 1956.
- К вопросу о древнерусской метрологии // Советская археология. — 1957. — № 4. — С. 163—166.
- Оборонительные укрепления древнего Новгорода. — Л., 1959 (соавт. А. В. Воробьёв);
- Старая Ладога : ист. очерк / С. Н. Орлов. — Л.: Лениздат, 1960. — 129 с. : ил. — (Города Ленинградской области).- c.12-30
- О раннеславянском грунтовом могильнике с трупосожжениями в Старой Ладоге // Советская археология. — № 2. — 1960.
- Раннеславянские поселения в окрестностях Новгорода // Новгородский исторический сборник. — Новгород, 1961. — Вып. 10 (соавт. М. М. Аксёнов);
- К топографии Новгорода X—XVI вв. // Новгород : к 1100-летию города. — М., 1964;
- Памятники раннего железного века на территории Новгородской области // Археологическое изучение Новгородской земли. — Л., 1984.